# Астматичний синдром

## Визначення та загальні відомості
Астматичний синдром — типовий патологічний процес, що зустрічається при хронічному астматичному бронхіті, спричинений спазмом діафрагми. Появі астматичного синдрому сприяє загострення хронічного легеневого процесу. Характеризується почуттям задухи (нестачі повітря), прискореним диханням, з деяким подовженням видиху. Задуха, зазвичай, нетривала, легко купірується при використанні засобів, що розширюють бронхи. Кашель сухий, болісний, без мокроти або з невеликою її кількістю.
Астматичний синдром частіше за все спостерігається в високоурбанізованих країнах з достатньо високим рівнем цивілізації. Захворюваність на нього різко зростає, як тільки населення переходить до західного способу життя або ж у результаті міграції чи шляхом розвитку країни, що дозволяє вважати астматичний синдром легеневим проявом дисадаптації.
Форма, ступінь вираженості і перебігу астматичного синдрому в значній мірі залежить від реактивності організму хворого, «вегетативного паспорту», порушень параметрів гомеостазу, які, в свою чергу, визначаються нервовою, гормональною, імунною та метаболічною системами. Патогенетичні варіанти астматичного синдрому формують функціональні розлади цих систем. 

### Форми та характеристики астматичних синдромів
Доцільно виділяти такі форми астматичного синдрому:
- дисневротичну;

Розвитку дисневротичного астматичного синдрому можуть сприяти як депресивні стани, так і панічні та істеричні реакції. Провідною ланкою патогенезу дисневротичного астматичного синдрому є зміна реактивності бронхів під впливом дисбалансу вегетативного тонусу призводить до бронхоспазму, набряку слизової бронхів, гіперсекреції мокротиння, венозного застою («волога парасимпатична астма») і дистонії, ішемії, сухості ендотелію бронхів («суха симпатоадреналова астма»), які формують дискінетичний (бронхообструктивний) синдром.
- дисгормональну;

Гормональний дисбаланс лежить в основі дисгормонального астматичного синдрому. Корекція дисоваріальних розладів і глюкокортикоїдної недостатності може послабити розвиток і прогресування астми. Заходи, спрямовані на підвищення активності надниркових залоз, в даний час широко використовуються в лікувальній тактиці. Необхідно передбачати також лікування захворювань яєчників у жінок, що може виявитися не менш ефективним в реабілітації астматичного синдрому. Припускають, що пусковий механізм астматичного синдрому, індукованого фізичним навантаженням, пов'язаний зі зниженням температури в повітроносних шляхах, що призводить до посилення кровотоку в слизовій оболонці бронхів, як результат симпатоадреналової активації. Причому пробіжка на вулиці з вдиханням сухого холодного повітря служить більш вираженим провокуючим стимулом для розвитку нападу, ніж аналогічний за ступенем навантаження біг в приміщенні, де і температура повітря, і вологість істотно вище. «Сухий симпатоадреналовий астматичний синдром» необхідно зволожувати.
- дисімунну;

При дисімунному астматичному синдромі спостерігається зниження супресорної активності Т- лімфоцитів, з неадекватної секреції реагінів при атопічний формі. Гіперчутливості В- лімфоцитів при дисімунному алергічному астматичному синдромі сприяє дисгормональний синдром, з відносною глюкокортикоїдною недостатністю та розладом функції яєчників у жінок (високий рівень прогестерону). Відзначається також часткова або повна блокада β- адренорецепторів бронхів, підвищена чутливість іррітантних рецепторів бронхів. Алергічні запальні реакції в слизовій оболонці дихальних шляхів під дією інтерлейкіну- 5, гістаміну, тромбоксану В2, лейкотрієнів та простагландинів змінюють реактивність бронхів.
- дисметаболічну.

легенях похідних арахідонової кислоти з бронхоспастичною активністю (ейкозаноїдів): сульфідопептидних лейкотрієнів, лейкотрієну В4 та інших . Всі структурно різні нестероїдні протизапальні засоби, викликають загострення, оскільки також пригнічують активність циклооксигенази, що метаболізує арахідонову кислоту з утворенням простагландинів і тромбоксанів. Зсув кислотно-лужної рівноваги в легенях — несприятливий фон для розвитку нападів. Дисметаболічний астматичний синдром частіше спостерігається при вроджених або набутих розладах метаболізму арахідонової кислоти в легенях. У результаті цих порушень в обміні арахідонової кислоти на рівні легень починає переважати активність ферменту 5 — ліпоксигенази. Це обумовлює зростання вмісту в легенях похідних арахідонової кислоти з бронхоспастичною активністю (эйкозаноїдів): сульфідопептидних лейкотриєнів, лейкотриєну В4 та ін. Всі структурно різноманітні НПЗП, викликають загострення, оскільки також пригнічують активність циклооксигенази, що метаболізує арахідонову кислоту з утворенням простагландинів й тромбоксанів. Блокада циклооксигенази призводить до переключення метаболізму арахідонової кислоти на ліпоксигеназний шлях, в результаті утворюються лейкотрієни С4 і лейкотрієни D4, що мають виражену бронхоспастичну дію. Зміщення кислотно-лужної рівноваги в легенях — несприятливий фон для розвитку приступів астми. Формуванню нестабільного метаболізму цих клітин може сприяти дисгормональний синдром, проявом якого є глюкокортикоїдна недостатність, дисоваріальні розлади на тлі нервово-психічних порушень.

### Прояви астматичних синдромів
Гіпоергічний «вологий» астматичний синдром спостерігається на тлі переважання парасимпатичної системи, стрес-лімітуючих гормонів, алергічних реакцій і метаболічного зсуву в бік алкалозу. Гіперергічний «сухий» астматичний синдром, навпаки, виявляється при симпатотонії, переважанні стрес-індукційних гормонів, імунодефіциті і зміщення рН середовища в бік ацидозу. 

### Класифікація

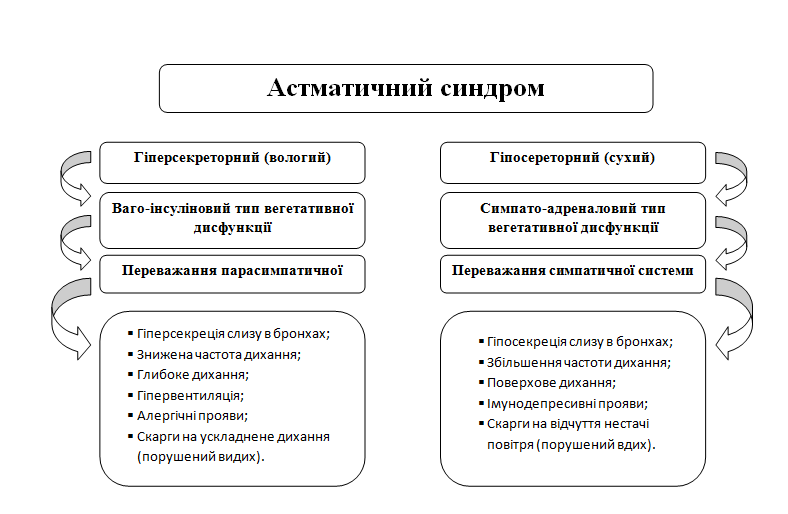
Клінічні прояви астматичного синдрому

Уявлення про астматичний синдром як типовому клінічному прояві дисадаптации бронхолегеневої системи вимагає встановлення її ступеня і форми. У цьому зв'язку доцільно виділяти гіпоергічний («вологий») і гіперергічний («сухий») типи астматичного синдрому, які лежать в основі формування обструктивних захворювань легенів, зокрема, бронхітів і, як підсумок, легеневої недостатності. У першому випадку переважають застійні явища в легенях, у другому випадку — ішемічні ураження.
З урахуванням клініко-патогенетичних факторів і виду порушень параметрів гомеостазу виділяють: дисневротичний холінергічний, депресивний і симпатоадреналовий істеричний; дисгормональний стрес-лімітуючий, анаболічний і стрес-индукуючий, катаболічний; дисімунний алергічний та імунодепресивний; дисметаболічні алкалозний і ацидозний типи астматичного синдрому. Наведена класифікація враховує високу варіабельність проявів астматичного синдрому і уточнює, представлені раніше, його патогенетичні варіанти: аутоімунна, гормональна, нервово-психічна на ґрунті адренергічного дисбалансу і первинно зміненої реактивності бронхів, аспіринова. Існують також клінічні варіанти астматичного синдрому: алергійний, неалергійний, змішаний, потенційно смертельний, аспіриновий, професійний, індукований фізичним навантаженням, варіантний, астма в поєднанні з хронічними обструктивними захворюваннями легень.
У практичній діяльності частіше за все астму поділяють за етиопатогенетичній ознаці на 2 форми хвороби: екзогенну (атопічну) та ендогенну (інфекційно-алергійну). Алергійна форма складає більшість випадків астми у дітей та до половини випадків у дорослих; імунологічно опосередкована гіперчутливістю першого (швидкого) типу до алергенів, які вдихаються. Внутрішня (ендогенна) форма характерна для дорослих та не пов'язана з гіперчутливістю швидкого типу до специфічних алергенів.